# دایان فلری
دایان فلری (فرانسوی: Diane Fleri‎؛ زادهٔ ۱۳ ژوئیهٔ ۱۹۸۳) یک هنرپیشه اهل فرانسه است.
از فیلم‌ها یا برنامه‌های تلویزیونی که وی در آن نقش داشته است می‌توان به برادرم تنها فرزند است، من عشق هستم و آپارتمانی برای سه نفر اشاره کرد.